# Leonard Compagno
Leonard Joseph Victor Compagno (* 4. Dezember 1943 in San Francisco; † 25. September 2024) war ein US-amerikanischer Meeresbiologe und international anerkannter Experte auf dem Gebiet der Taxonomie der Haie. Er war Autor vieler wissenschaftlicher Veröffentlichungen und Bücher zu diesem Thema. Bekanntheit erlangte er durch den erstmals 1984 erschienenen Katalog der Haiarten (Sharks of the World), welcher im Laufe der folgenden Jahrzehnte immer wieder erweitert wurde.

## Karriere
Compagno fungierte von 1966 bis 1967 als curatorial assistant of fishes an der Stanford University. 1979 promovierte er an der Stanford University zum Ph.D. Anschließend war er von 1979 bis 1985 Adjunct Professor an der San Francisco State University.
Des Weiteren arbeitete er als Curator of Fishes im Iziko Museum in Kapstadt, Südafrika. 1987 erfolgte dort seine Ernennung zum Direktor des zum Museum gehörenden Shark Research Centre (SRC). Diese Position bekleidete er bis 2008. Später wurde er Direktor des Shark Research Institute (SRI) an der Princeton University in New Jersey, sowie außerordentlicher Professor am Department of Zoology & Botany der Universität Stellenbosch in Südafrika.
Neben seiner universitären Tätigkeiten war Compagno seit 1977 als wissenschaftlicher Berater und Autor für die Hauptabteilung für Fischerei der Food and Agriculture Organization (FAO) der Vereinten Nationen und die Save our Seas Foundation in Genf aktiv.
Im Laufe seiner akademischen Karriere veröffentlichte er mehr als 1000 wissenschaftliche Publikationen und Bücher. Des Weiteren war er an der Erstbeschreiber oder Ko-Erstbeschreiber mehr als 50 Arten, Gattungen und Familien der Teilklasse der Plattenkiemer. Compagno war Mitglied der American Society of Ichthyologists and Herpetologists, der American Elasmobranch Society, der Royal Society of South Africa und der Oceania Chondrichthyan Society. Die Art Etmopterus compagnoi aus der Familie der Laternenhaie wurde in Anerkennung seiner Verdienste um die Erforschung südafrikanischer Haie nach ihm benannt. Des Weiteren ist die Art Leucoraja compagnoi aus der Familie der Echten Rochen nach ihm benannt.
Compagno, zu diesem Zeitpunkt noch an der Stanford University tätig, wird im Abspann des 1975 erschienenen Films Der weiße Hai erwähnt.

## Bibliographie (Auswahl)
- Carcharhinoid sharks: morphology, systematics and phylogeny. Hrsg.: Stanford University. 1979 (unveröffentlichte Doktorarbeit; verfügbar bei University Microfilms International, Ann Arbor, Michigan.).[4]
- Sharks of the world. An annotated and illustrated catalogue of sharks species known to date. In: FAO species catalogue. Band 4, 1984 (fao.org [PDF; 500 kB] Teil 1. Hexanchiformes to Lamniformes).
- Sharks of the world. An annotated and illustrated catalogue of shark species known to date. In: FAO species catalogue. Band 4, 1984 (fao.org [PDF; 300 kB] Teil 2. Carcharhiniformes).
- Sharks of the Order Carcharhiniformes. Princeton University Press, Princeton 1988, ISBN 0-691-08453-X.
- Checklist of living elasmobranches. In: W.C. Hamlett (Hrsg.): Sharks, skates and rays: the biology of elasmobranchs fishes. Johns Hopkins University Press, Maryland 1999 (eingeschränkte Vorschau in der Google-Buchsuche [abgerufen am 29. Juli 2015]).
- Sharks of the world. An annotated and illustrated catalogue of shark species known to date. In: FAO Species Catalogue for Fishery Purposes. Band 2: Bullhead, mackerel, and carpet sharks (Heterodontiformes, Lamniformes and Orectolobiformes), Nr. 1, 2001, ISSN 1020-8682 (fao.org [PDF; 300 kB; abgerufen am 29. Juli 2015]).
- Leonard Compagno, Marc Dando, Sarah Fowler: Princeton Field Guides: Sharks of the World. Princeton University Press, Princeton und Oxford 2005, ISBN 0-691-12072-2.
- Leonard Compagno, David A. Ebert, Sarah Fowler, Marc Dando: Sharks of the World – A fully illustrated guide. Wild Nature Press, 2013, ISBN 978-0-9573946-0-5.